# 나이스D&B
주식회사 나이스D&B(NICE D&B)는 NICE그룹 산하의 기업정보 기업으로, 본사는 서울특별시 마포구 마포대로 217에 있다.

## 연혁
NICE그룹과 던 & 브래드스트리트(Dun & Bradstreet Corporation)의 합작으로 2002년 10월에 설립되었으며, 2011년 12월에 코스닥에 상장하였다.
또한 외국인 지분율은 45.4%이다.

## 논란
2024년 금융감독원이 은행들이 요청한 기술신용평가를 사전에 영업점에 제공하여 신용정보법 위반한 이유로 기관경고와 11억8백만원의 과태료를 부과하는 중징계를 한 적이 있다.

## 같이 보기
- 한국기업평가
- Dun&Bradstreet